# Studio Korrekt
Studio Korrekt var ett "halvkontroversiellt satirmagasin" som sändes i Sveriges Radio P3 under andra halvan av 1980-talet. Programledare var Mikael Maksymenko och Göran Linderoth .
De entimmeslånga programmen sändes under kvällstid med ojämna mellanrum mellan 1985 och 1988. Programmets humor och stämning, som flörtade med de dåvarande öststaternas estetik, var i sin råa insinuanta och aggressiva ton mycket annorlunda än dåtidens radiohumor. Musiken som spelades i programmen var ofta gothic rock, svartrock och indierock.
Underrubrik var Din pekpinne i etern och programledarna, konsekvent betitlade kamrat Maksymenko och officient Linderoth, fann som sin uppgift att Observera, analysera och korrigera tidstypiska felaktigheter, att öka antalet åsikter och förbättra kvalitén på dessa. En annan devis var Ska vi behöva tvinga er till er egen lycka?. 
En slogan programmet hade var "Studio Korrekt - Lyssna, Lär, Lyd", uppläst av radioprofilen Alicia Lundberg.
En viktig del av programmen var Förhöret, där en aktuell gäst konfronterades av programledarna för att sedan tillrättavisas och korrigeras. Bland gästerna fanns Thomas di Leva (anklagelsepunkt "varandes en apokalyptisk apostel för bitterhet och förvirring"), Frank Zappa, Steffo Törnquist och Joakim Thåström.
Under intervjuer under senare tid förklarade programledarna att de tyckte att dåtidens radioprogram var tråkiga och krypande för sina gäster, och ville under ironiska former skapa en motvikt.

## Kafé Korrekt
Under 1990-1991 sände TV 4 en handfull program med samma koncept och programledare under titeln Kafé Korrekt. Några av de som "förhördes" då var Jan Guillou, Alexander Bard, advokaten Pelle Svensson samt författaren Stig Larsson.